# Heinrich Rietsch
Heinrich Rietsch, původně Heinrich Löwy (22. září 1860, Sokolov – 12. prosince 1927, Praha-Smíchov), byl český hudební vědec a skladatel německé národnosti.

## Život
Narodil se v Sokolově, kde jeho otec, Karl Leopold Löwy, byl starostou. Z obav z antisemitismu přijal příjmení své matky. Vystudoval gymnázium v Chebu a pokračoval studiem práv na univerzitě ve Vídni. Dále studoval hudbu a hudební vědu u Eduarda Hanslicka, Guido Adlera, Franze Krenna, a Eusebia Mandyczewského a Roberta Fuchse. Ve Vídni se také habilitoval docentem hudby a hudební vědy v roce 1895. Poté odešel do Prahy a stal se jako nástupce Guido Adlera, nejprve mimořádným a v roce 1909 řádným, profesorem hudební vědy na Německé univerzitě. Založil, vybudoval a až do své smrti řídil hudebně-vědný ústav. Kromě toho byl ředitelem pražské Německé společnosti pro komorní hudbu (Deutschen Kammermusik-Vereins). Jeho přednášky byly navštěvovány i českými studenty.

## Dílo
Ve svém muzikologickém díle byl pokračovatelem vídeňské muzikologické školy, kterou založil Guido Adler. Zabýval se zejména stylistikou a estetikou písňové tvorby a jejího vztahu k hudbě barokní a romantické. Pracoval na revidovaných vydáních díla a faksimile historických rukopisů Johanna Josepha Fuxe a George Muffata.
Jeho skladatelské dílo je sice rozsáhlé, ale nesetkalo se s větším rozšířením. Mimo jiné zkompooval operu Walther von der Vogelweide.

### Odborné publikace
- Die Tonkunst in der 2. Hälfte des 19. Jahrhunderts – Ein Beitrag zur Geschichte der musikalischen Technik, Breitkopf & Härtel, Lipsko 1900
- Die deutsche Liedweise – Lieder und Bruchstücke aus einer Handschrift des 14./15. Jahrhunderts, Fromme, Vídeň 1904
- Die Grundlagen der Tonkunst – Versuch einer entwickelnden Darstellung der allgemeinen Musiklehre, Lipsko 1907
- Atonalität, Strache, Varnsdorf 1927